# Synagoga w Trutnovie
Synagoga w Trutnovie (cz. Synagoga v Trutnově) – nieistniejąca synagoga znajdująca się w Trutnovie, w Czechach, przy ulicy Na Struze.
Synagoga została otwarta 3 września 1885 roku, na parceli ofiarowanej przez fabrykanta Kluge. Po zachodnie stronie budowli znajdowała się wieża z kopułą. Wewnątrz było 176 siedzeń dla mężczyzn. Z nich 160 było wynajętych (opłaty za wynajem szły na utrzymanie synagogi). Pozostałych 16 było dla gości. Na emporach było 120 miejsc dla kobiet. W wyposażeniu zwracały uwagę dwa świeczniki z 24 ramionami i 24 ramienny żyrandol ze 100 żarówkami. 
Podczas nocy kryształowej z 9 na 10 listopada 1938 roku, bojówki hitlerowskie spaliły synagogę. Po zakończeniu II wojny światowej nie została odbudowana.
Na miejscu dawnej synagogi znajduje się tablica pamiątkowa i obelisk.

## Literatura
- A. Just, K. Hybner, Trutnov známý neznámý, Trutnov 1991, s. 280-281.